# (2820) Iisalmi
(2820) Iisalmi (1942 RU) – planetoida z pasa głównego asteroid okrążająca Słońce w ciągu 3,33 lat w średniej odległości 2,23 j.a. Odkryta 8 września 1942 roku.